# Краснолучское сельское поселение
Краснолучское сельское поселение — муниципальное образование в Октябрьском районе Ростовской области.
Административный центр поселения — хутор Красный Луч.

## География
Площадь территории сельского поселения — 18162,12 га. Граничит с двумя сельскими поселениями Октябрьского района: Коммунарским и Мокрологским, а также с Усть-Донецким муниципальным районом и городским округом Шахты.

## Административное устройство
В состав Краснолучского сельского поселения входят:
- хутор Красный Луч,
- посёлок Нижнедонской,
- хутор Озерки,
- хутор Первомайский,
- хутор Ягодинка.

## Население
| 2010  | 2012  | 2013  | 2014  | 2015  | 2016  | 2017  |
| ----- | ----- | ----- | ----- | ----- | ----- | ----- |
| 2580  | ↘2559 | ↘2516 | ↗2520 | ↗2525 | ↘2512 | ↘2479 |
| 2018  | 2019  | 2020  | 2021  |       |       |       |
| ↘2444 | ↘2430 | ↘2390 | ↘2365 |       |       |       |

## Экономика
- ЗАО «шахта им. Михаила Чиха»
- ООО «Металл-Дон»

## Образование
В муниципальном образовании действуют 3 муниципальных образовательных учреждения (МОУ) типа «Средняя общеобразовательная школа» (СОШ) МОУ СОШ № 4, МОУ СОШ № 9, МОУ СОШ № 11, а также муниципальное дошкольное образовательное учреждение — МДОУ № 15.